# Бушлат

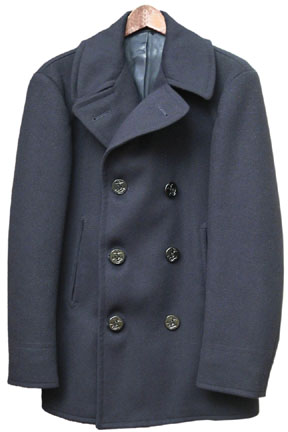
Бушлат ВМС США.

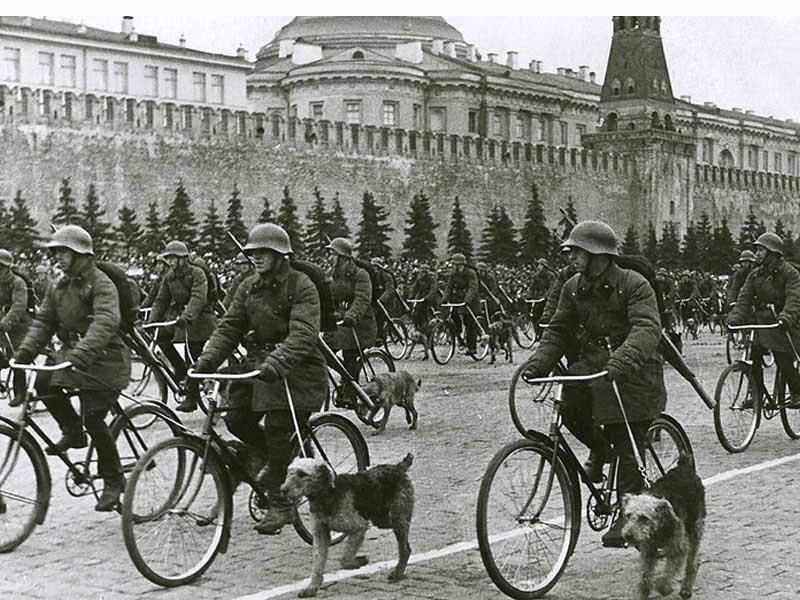
Військові собаківники РСЧА на велосипедах, одягнені в армійські бушлати (ватяні куртки зразка 1935 року), парад 1 травня 1938 року.

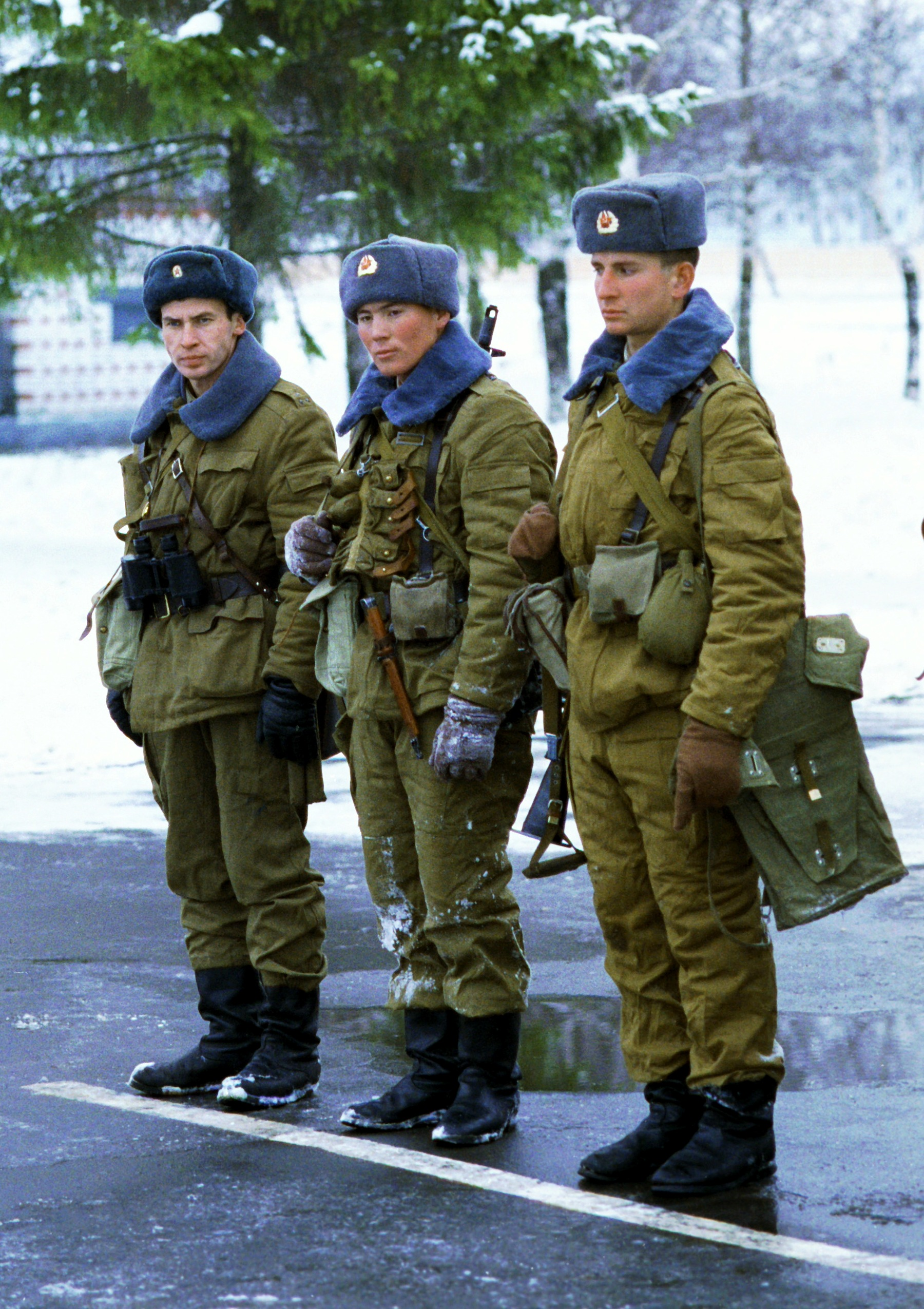
Військовослужбовці в зимовому варіанті «Афганка» (в куртках польових утеплених — бушлатах і в штанах утеплених польових — ватниках), польова форма одягу, зразка 1984 року.

Бушлат — коротке двобортне пальто на теплій підкладці з відкладним коміром. Рід верхнього одягу військових. Говорячи «бушлат», частіше і перш за все мають на увазі формений верхній одяг військових моряків.

## Походження слова
Коротке двубортне напівпальто «із зеленого сукна на урсовій теплій підкладці», що має три пари ґудзиків, прообраз нинішнього бушлата, вперше було введено у флоті Російської імперії мореплавцем, дослідником Арктики Ф. П. Літке, який і дав йому спеціальну назву.
В наказі 1848 зафіксовано перше найменування даного предмета одягу брушлат (від німецьких слів Brust — груди, і latte — лати, захист грудей), однак, аж до 1917 року в офіційних документах він усюди іменувався «напівпальто на урсовій підкладці». У той же час, в усному мовленні на флоті повсюдно вживали назву «брушлат». Наприкінці XIX ст. брушлат став іменуватися буршлатом, і лише в 1917—1918 роках, була прийнята нова форма вимови — бушлат.
Поступово змінювався і сам бушлат. У порівнянні з первісним покроєм, подальше вдосконалення цього виду одягу йшло в бік його укорочення, звуження і полегшення за рахунок підкладки, а для пошиття стало використовуватися чорне сукно.
Відповідно до правил носіння форми одягу (до 1917 р.) належало носити бушлат застебнутим на всі ґудзики, сховавши комір фланки або форменки. В період 1900—1906 років синій комір форменої сорочки носився поверх коміра бушлата. Нині флотський бушлат є частиною форми одягу моряків і носиться в осінні та весняні місяці.